# Przegroda międzyprzedsionkowa
Przegroda międzyprzedsionkowa (łac. septum interatriale) − w anatomii człowieka nieregularna, mniej więcej czworokątna ściana serca, oddzielająca prawy przedsionek od lewego. Od strony przedsionka prawego ma zagłębienie – dół owalny (łac. fossa ovalis), będący pozostałością po otworze owalnym (łac. foramen ovale) występującym w życiu płodowym – którego dno stanowi zastawka otworu owalnego (łac. valvula foraminis ovalis) i który otoczony jest rąbkiem dołu owalnego (łac. limbus fossae ovalis).